# Márkus Imre (jogász)
Márkus Imre (Sárvár, 1954. május 21. – 2025. április 26. vagy előtte) jogász, szakszervezeti vezető, vezérigazgató.

## Életpályája
1972-ben érettségizett a szombathelyi Nagy Lajos Gimnázium és Szakközépiskolában, ahol géplakatosi képesítést is szerzett. 1980-tól a MÁV szombathelyi járműjavítójában munkaügyi ügyintézőként tevékenykedett, korábban ugyanitt lakatosként, majd dízelmozdony-szerelőként dolgozott.
1984-ben szerszámgép-karbantartó technikusi képesítést szerzett a szombathelyi Latinka Sándor Gépipari Technikumban. 1991-től a MÁV szombathelyi járműjavítójának jogi ügyintézője volt. 1992-től munkaügyi és humánpolitikai osztályvezetőként dolgozott Szombathelyen, a MÁV Vasjármű Kft.-nél. Egyetemi tanulmányait a pécsi Janus Pannonius Tudományegyetem Jogtudományi Karán folytatta, itt szakvizsgázott jogi tudományokból 1994-ben. 1994-től a Vasutasok Szakszervezetének elnöke volt.
1996-tól a Munkaügyi Bírák Egyesületének, 1996 és 2005 között a Munkaügyi, Közvetítői és Döntőbírói Szolgálat tagja volt tagja. 1996-tól az Országos Foglalkoztatási Közalapítvány kuratóriumának tagja.
1998-tól a győri Széchenyi István Műszaki Főiskola humánerőforrás-menedzser szakának előadója, konzulense. 2002-ben a Gazdasági és Közlekedési Minisztérium miniszteri főtanácsadója, miniszteri biztosa.
1997 és 2002 között tagja, majd 2002 és 2005 között elnöke volt a MÁV ZRt. felügyelőbizottságának. 2005 és 2008 között a MÁV Északi Járműjavító Kft. ügyvezető igazgatójaként tevékenykedett. 2008 és 2009 között a MÁV-GÉPÉSZET Zrt. műszaki vezérigazgató-helyettese volt. 2009. január elsejétől a MÁV-TRAKCIÓ Zrt. vezérigazgatója volt.